# Ejvind Hansen
Ejvind Willy Hansen (ur. 28 lipca 1924 w Fodslette, zm. 19 grudnia 1996 w Odense) – duński kajakarz. Srebrny medalista olimpijski z Londynu.
Zawody w 1948 były jego pierwszymi igrzyskami olimpijskimi. Zajął drugie miejsce w kajakowej dwójce na dystansie 1000 metrów, wspólnie z nim płynął Bernhard Jensen. Zdobył trzy medale mistrzostw świata: srebro w sztafecie 4 × 500 metrów w 1950;
w tej konkurencji był trzeci w 1948, zdobył również brąz w kajakowej dwójce. Brał również udział w LIO 1952.